# Великочурашевське сільське поселення
Великочура́шевське сільське поселення (рос. Большечурашевское сельское поселение) — муніципальне утворення у складі Ядринського району Чувашії, Росія. Адміністративний центр — село Велике Чурашево.

## Склад
До складу поселення входять такі населені пункти:
| Населений пункт              | Населення, осіб (2010) |
| ---------------------------- | ---------------------- |
| Велике Чурашево, село        | 426                    |
| Вурманкас-Асламаси, присілок | 264                    |
| Ільдубайкіно, присілок       | 120                    |
| Лешкас-Асламаси, присілок    | 175                    |
| Нікіткіно, присілок          | 206                    |
| Ойкас-Асламаси, село         | 197                    |